# Förbjudna orter
Förbjudna orter kallades i svenskt kameralt språkbruk de trakter, där bortförläning eller avhändande av kronans gods eller räntor inte fick äga rum. 
Enligt den praxis, som följdes fram till drottning Kristinas regeringstid, ansågs de gods, vilkas räntor m. m. var anvisade till hovets, härens, flottans och bergverkens underhåll, som ”förbjudna orter”. Svartsjö slott, Gripsholms slott, Eskilstuna stad, Ulfsunda slott och Strömsholms slott var t.ex. anslagna till hovhållningen. För flottans underhåll stod Gästrikland, Medelpad, Ångermanland, Västerbotten, Jämtland, Härjedalen och Åland; vidare Västerås samt det inom en mil (den s. k. fredsmilen) belägna området kring Uppsala, Nyköping, Alvastra med Omberg, Linköping, Kalmar, Jönköping och Örebro, samt inom två mil omkring Åbo och Viborg. 
Karl XI utökade antalet förbjudna orter.